# نامي بن عبد المطلب
نامي بن عبد المطلب بن حسن بن أبي نمي، كان أمير مكة لمدة ثلاثة أشهر في عام 1632.
في عام 1632 (1041 هـ) تحالف نامي مع قائد المتمردين كور محمود للاستيلاء على مكة، ودخلوا المدينة منتصرين يوم الأربعاء 17 مارس 1632 (25 شعبان 1041 هـ)، بعد هزيمة الأمراء محمد بن عبد الله وزيد بن محسن في وادي البيار. وشرع جيش المتمردين في نهب مكة وجدة، تم إعلان نامي أميراً، وعين ابن عمه عبد العزيز بن إدريس بن حسن حاكماً مشاركًا، على الرغم من عدم إدراجه في الدعاء. كما قتل مصطفى بك قائد الفوج العثماني الذي قاتل إلى جانب محمد وزيد في وادي البيار.
وعندما تلقى والي مصر خليل باشا أخبار أحداث مكة، أرسل جيشًا كبيرًا لإعادة زيد إلى الإمارة، في يوم الثلاثاء 22 يونيو 1632 (4 ذي الحجة) هرب نامي مع حلفائه وتحصنوا في قلعة تربة، وفي يوم الخميس 29 يوليو 1632 (10 محرم 1042، أو ليلة 11 محرم)، دخلت القوات العثمانية القلعة واستولت على نامي وشقيقه السيد وكور محمود. تم أسرهم وإعادتهم إلى مكة حيث تقرر قتلهم.
تم شنق نامي في المدع، مكة، يوم الخميس 5 أغسطس 1632 (18 محرم 1042).